# TAFTIE
TAFTIE – (ang. The European Network of Innovation Agencies) – stowarzyszenie zrzeszające organizacje działające na rzecz wsparcia i promocji europejskiego potencjału gospodarczego poprzez propagowanie innowacyjnych produktów, procesów i usług.

## Członkowie TAFTIE
- Agência de Inovação (Portugalia)
- CDTI (Hiszpania)
- CTI KTI (Szwajcaria)
- ENEA (Włochy)
- Enterprise Estonia (Estonia)
- Enterprise Ireland (Irlandia)
- FFG (Austria)
- IWT (Belgia)
- KPI (Węgry)
- OSEO (Francja)
- Pera (Wlk. Brytania)
- PARP (Polska)
- RANNIS (Islandia)
- The Research Council of Norway (Norwegia)
- SenterNovem (Holandia)
- Technology Strategy Board (Wlk. Brytania)
- Tekes (Finlandia)
- TIA (Słowenia)
- TTGV (Turcja)
- VDI VDE-IT (Niemcy)
- VINNOVA (Szwecja)